# Недарчув-Дольни-Весь
Недарчув-Дольни-Весь (пол. Niedarczów Dolny-Wieś) — село в Польщі, у гміні Казанув Зволенського повіту Мазовецького воєводства.
Населення — 82 особи (2011).
У 1975-1998 роках село належало до Радомського воєводства.

## Демографія
Демографічна структура станом на 31 березня 2011 року:
|          | Загалом | Допрацездатний вік | Працездатний вік | Постпрацездатний вік |
| -------- | ------- | ------------------ | ---------------- | -------------------- |
| Чоловіки | 38      | 7                  | 27               | 4                    |
| Жінки    | 44      | 8                  | 21               | 15                   |
| Разом    | 82      | 15                 | 48               | 19                   |